# Guerra sino-vietnamita
La guerra sino-vietnamita o invasión china de Vietnam (en chino: 中越战争: pinyin: Zhōng-Yuè Zhànzhēng y en vietnamita: Chiến tranh biên giới Việt-Trung) fue un conflicto bélico que enfrentó en 1979 a la recientemente unificada República Socialista de Vietnam, respaldada por la Unión Soviética, contra la República Popular China y su principal aliado en el Sudeste Asiático, la Kampuchea Democrática. 
Fue un suceso bélico al que los occidentales no prestaron tanta atención como el conflicto que había acabado casi cuatro años antes, la guerra de Vietnam. Esta falta de atención se debió a la corta duración de la contienda. Fue una consecuencia de la invasión vietnamita a la Kampuchea Democrática de Pol Pot y sus Jemeres Rojos en diciembre de 1978, que puso fin al genocidio camboyano derrocando a dicho régimen.

## Antecedentes
El fin de la guerra de Vietnam y la reunificación del país no trajo el fin a las tensiones existentes, pese a que oficialmente cada 30 de abril se celebra la fiesta nacional del Día de la Paz, día en que la ciudad de Saigón (actual Ciudad Ho Chi Minh), capital de la antigua Vietnam del Sur, cayó en manos del Ejército norvietnamita. 
En la vecina Camboya se había implantado un régimen brutalmente represivo y extremista por parte de los Jemeres Rojos de orientación maoísta (opuesta al comunismo soviético desde la Revolución Cultural de 1966). El carácter paranoico del régimen liderado por Pol Pot y la imposibilidad de hallar culpables de inexistentes sabotajes llevaron a la Kampuchea Democrática a lanzar ofensivas contra Vietnam en 1977 y 1978. 
Los vietnamitas respondieron enviando seis divisiones a Kampuchea como muestra de su poderío y propusieron crear una zona desmilitarizada en la frontera, similar en algunos aspectos a la Zona Desmilitarizada existente entre Vietnam del Norte y Vietnam del Sur antes de su reunificación, con el objeto de evitar las agresiones de Cambodia. Pol Pot decidió ignorar la advertencia y continuó el hostigamiento.
El general vietnamita Võ Nguyên Giáp, artífice de las victorias contra los franceses en 1954 y contra los estadounidenses en 1973, algo apartado de la dirección política desde la Caída de Saigón, aprovechó la oportunidad para retomar su anterior protagonismo e incitó y logró realizar la invasión de su vecino del oeste con 100 000 hombres y con 20 000 guerrilleros del Frente Unido de Kampuchea para la Salvación Nacional liderado por el ex-Jemer Rojo Heng Samrin - quien sería posteriormente presidente de la no reconocida internacionalmente República Popular de Kampuchea, aliada con Vietnam y la Unión Soviética. 
El 25 de diciembre de 1978 comenzó la ofensiva, la que pronto se convirtió prácticamente en un paseo militar, ante un pueblo que odiaba y temía a sus dirigentes, además que tenía unos mandos militares inexpertos, mal formados (muchos eran incluso niños) y peor equipados (por ejemplo algunos de los asesinos de civiles, debían hacerse con armas blancas para cometer sus crímenes por la falta de balas). En 14 días, para el 7 de enero de 1979, Vietnam había logrado la ocupación de casi toda Camboya. Lo primero que hicieron los vietnamitas, fue el de cambiar el nombre al país por el de República Popular de Kampuchea, al tiempo que situó como presidente a Heng Samrin, que tendría que enfrentarse a la guerra de guerrillas de los Jemeres Rojos.

## Desarrollo de las operaciones
Este ataque a un aliado de la República Popular China sirvió de justificación para que, poco más de un mes después de la invasión de Camboya, el 17 de febrero de 1979, 86.000 soldados del 41.º y 42.º grupos de ejércitos del Ejército Popular de Liberación de China, acuartelados en las regiones militares de Guangzhou, (Cantón, China), Wuhan, Chengdu y Kunming atacaran por tres frentes diferentes el norte vietnamita. 
Las tropas del Ejército Popular de Liberación chino se dirigieron hacia las provincias de Cao Bang, Lao Cai y Lang Son, reforzados por otros 200.000 soldados más. Aquel fue un momento peligroso porque la mayor parte de las fuerzas vietnamitas —y las más preparadas— estaban estacionadas en Camboya, mientras que en la zona fronteriza con China solo estaban estacionadas 60.000 tropas fronterizas y regulares. Por lo tanto, se encontraban en una relación de casi cinco a uno frente a los atacantes chinos.
Pese a su imponente número, mayor aún que el contingente responsable de hacer retroceder a las tropas de la ONU durante la guerra de Corea, a los chinos no les fue muy bien. Estos no habían entrado en combate desde su ayuda a Corea del Norte. Los chinos lograron ocupar Lang Son el 5 de marzo, pero la resistencia vietnamita fue mayor de la esperada y, pese a no reconocerlo en un primer momento, los chinos sufrieron fuertes bajas -unas 20.000- y debieron retirarse, pero sin reconocer la derrota. Alegaron que —tratándose de una invasión punitiva— ya habían castigado bastante a los vietnamitas.
No obstante, los choques siguieron produciéndose en la frontera, siendo especialmente intensos entre 1981 y 1984, al mismo tiempo que la ocupación vietnamita de Camboya continuaba. Los centros de tortura del régimen de los Jemeres Rojos que se fueron encontrando otorgaban amplia justificación para la ocupación vietnamita, hecho que estos utilizaron como respaldo de su proceder.